# Hirtaeschopalaea robusta
Hirtaeschopalaea robusta là một loài bọ cánh cứng trong họ Cerambycidae.